# Poros de Gandaris
Poros de Gandaris fou un rei de l'Índia, que governava a Gandaris (a l'est del riu Hidrotes) al temps de l'expedició d'Alexandre el Gran. No s'ha de confondre amb el famós rei Poros d'Hidaspes, del que es creu que era cosí però al que estava enfrontat. En acostar-se Alexandre li va enviar la seva submissió mentre el seu cosí optava per la resistència. Després de la derrota de Poros i del favor concedit a aquest per Alexandre, Poros de Gandaris es va alarmar, i quan van arribar les forces macedònies, va fugir. El seu regne fou conquerit per Hefestió de Pel·la i annexat al del seu parent.